# Théonymie
La théonymie est l'étude de l'origine, de la signification et de l'évolution des noms propres de divinités, ou théonymes. C'est une branche de l'onomastique, qui est l'étude des noms propres en général.
Un théonyme est un nom qui désigne un dieu. (Les noms de saints sont des hagionymes.)